# Åsen, Vänersborgs kommun
Åsen är en bebyggelse nordost om Trollhättan i Västra Tunhems socken i Vänersborgs kommun. Mellan 2015 och 2020 avgränsade SCB här en småort.